# 伊盧卡鄉
59°12′N 27°32′E / 59.200°N 27.533°E

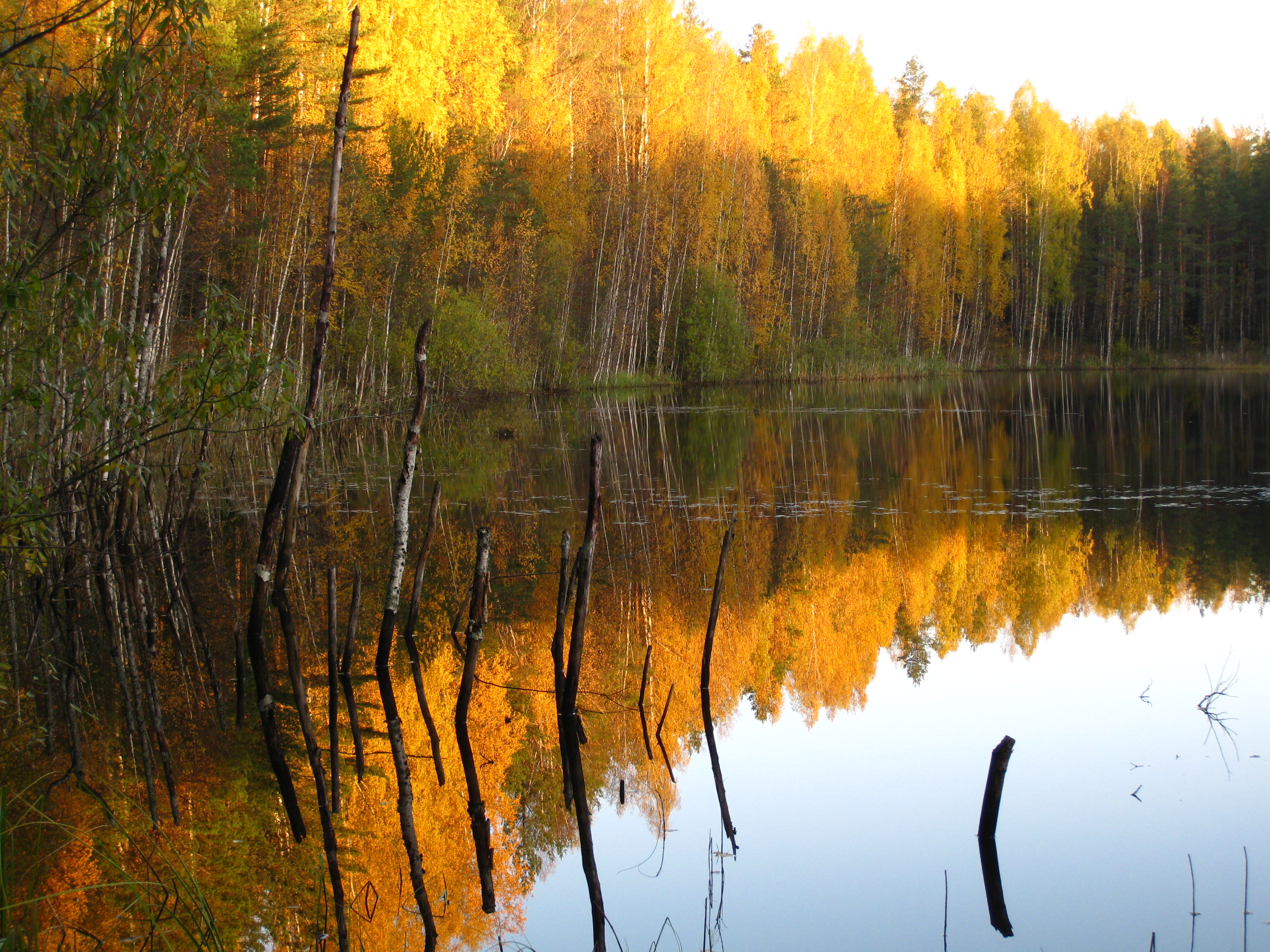

伊盧卡鄉，曾是愛沙尼亞的一個鄉，位於該國東北部，由東維魯縣負責管轄，首府設於伊盧卡，面積517平方公里，2017年人口1,017，人口密度每平方公里2人。